# Ceratocnemum
Ceratocnemum là chi thực vật có hoa trong họ Cải.